# Schlapps und Schlumbo
Schlapps und Schlumbo ist ein Geschichtenlieder-Hörspiel, dessen Texte Monika Ehrhardt schrieb; Komposition, Gesang und Instrumente stammen von Reinhard Lakomy. Die Lieder werden von Reinhard Lakomy und dem Spatzenchor des Pionierhauses „German Titow“ gesungen.

## Handlung
Die beiden Hausschlappen Schlapps und Schlumbo fühlen sich auf ihrem heimischen Kuschelsofa nicht mehr wohl, da sie nicht mehr genug Platz zu zweit haben. So beschließen sie, nach „Vielbesserland“ zu reisen und dort ein „schöneres, größeres, überhaupt ein viel besseres“ Kuschelsofa zu kaufen. Auf ihrem Weg zusammen mit ihrem Pantoffeltier springen sie auf einen Lastwagen auf, der sie von ihrem Haus zu einem nahegelegenen Berg transportiert. Dort beginnt der Wald, wo ihnen „Herr Specht“ ein Holzsofa verkaufen möchte, welches sie jedoch ablehnen. Dann kommen sie in ein Feld, in dem eine Feldmaus soeben Brötchen bäckt und ihnen ein Strohsofa verkaufen will. Da sie jedoch darin versinken, lehnen sie auch dieses ab. Mit Schlumbos „Segeltopf“ segeln sie über ein Gewässer, wobei sie sich immer um den Berg herum bewegen. Bei einem kräftigen Sturm jedoch sinkt der Segeltopf und die Schlappen machen die Bekanntschaft mit dem „Karpfen Blau“. Dieser besitzt ein Schlammsofa, welches auch nicht der Wunsch der beiden Schuhe ist. Als sie wieder ans Tageslicht kommen, lernen sie den „Kleinen Kaktus“ kennen. Daraufhin gelangen sie in eine Höhle, wo sie mithilfe des „Butzelmannes“ einen Schatz entdecken. Es handelt sich um ein goldenes Kuschelsofa, welches jedoch nur als Schmuck, nicht zum Kuscheln gedacht ist. Später kommen sie ins Herbst-, dann ins Winterland. Nachdem sie das Frühlingsland durchquert haben, stellen sie fest, dass sie einmal um den ganzen Berg herumgelaufen sind. Dann versuchen sie, auf den Berg hinaufzusteigen. Dort setzen sie sich in die Wolken und glauben, ihr gesuchtes Kuschelsofa gefunden zu haben. Als sich jedoch die Wolken auflösen, stürzen sie direkt vor ihr Haus und schließen aus der Geschichte, dass ihr Kuschelsofa das beste ist und sie kein anderes benötigen.

## Titelliste
1. Der Sternputzer Funkelfix
2. Vielbesserland
3. Guten Morgen, lieber Morgen
4. Fernfahrerlied
5. Der Orchesterbaum
6. Heile, heile, puste
7. Eine kleine Piepsmaus
8. Frische Brötchen
9. Wasser braucht der Wasserfloh
10. Wenn die ersten Segel blinken
11. Der Karpfen Blau
12. An die Sonne
13. Der kleine Kaktus
14. Hexengold
15. Die dicke Kullerträne
16. Der Glückspilz
17. Der Herbst hat bunte Blätter
18. Schneeflocken fallen
19. Tanze, tanze, Schneemann
20. Das Frühlingslüftchen
21. Der Wolkenschäfer
22. Wieder zu Hause
23. Weil ich dich so mag[1][2]